# 細田隼都
細田 隼都（ほそだ はやと、1995年6月29日 - ）は、元ラグビーユニオン選手。

## 略歴
慶應義塾幼稚舎5年生のときに、小学校の部活動としてラグビーを始めた。慶應義塾普通部、慶應義塾高等学校を経て、2014年、慶應義塾大学商学部に入学。
2019年、慶應義塾大学卒業後、三菱重工相模原ダイナボアーズに加入。
2020年1月18日にジャパンラグビートップリーグ第2節キヤノンイーグルス戦に先発出場で公式戦初出場を果たす。
2025年5月、三菱重工相模原ダイナボアーズを退団し、引退。